# 波除
波除（なみよけ）は、大阪府大阪市港区にある町名。現行行政地名は波除一丁目から波除六丁目。

## 地理
港区の北東部に位置し、南に市岡元町、西に弁天、東に西区、北に此花区と接している。

### 河川
- 安治川

## 世帯数と人口
2019年（平成31年）3月31日現在の世帯数と人口は以下の通りである。
| 丁目       | 世帯数    | 人口    |
| ---------- | --------- | ------- |
| 波除一丁目 | 880世帯   | 1,799人 |
| 波除二丁目 | 1,211世帯 | 2,067人 |
| 波除三丁目 | 666世帯   | 992人   |
| 波除四丁目 | 970世帯   | 2,323人 |
| 波除五丁目 | 854世帯   | 1,726人 |
| 波除六丁目 | 17世帯    | 19人    |
| 計         | 4,598世帯 | 8,926人 |

### 人口の変遷
国勢調査による人口の推移。
| 1995年（平成7年）  | 7,516人 | [ 5 ] |  |
| 2000年（平成12年） | 7,568人 | [ 6 ] |  |
| 2005年（平成17年） | 7,482人 | [ 7 ] |  |
| 2010年（平成22年） | 8,844人 | [ 8 ] |  |
| 2015年（平成27年） | 8,705人 | [ 9 ] |  |

### 世帯数の変遷
国勢調査による世帯数の推移。
| 1995年（平成7年）  | 2,862世帯 | [ 5 ] |  |
| 2000年（平成12年） | 3,094世帯 | [ 6 ] |  |
| 2005年（平成17年） | 3,307世帯 | [ 7 ] |  |
| 2010年（平成22年） | 4,088世帯 | [ 8 ] |  |
| 2015年（平成27年） | 4,127世帯 | [ 9 ] |  |

## 事業所
2016年（平成28年）現在の経済センサス調査による事業所数と従業員数は以下の通りである。
| 丁目       | 事業所数  | 従業員数 |
| ---------- | --------- | -------- |
| 波除一丁目 | 44事業所  | 410人    |
| 波除二丁目 | 63事業所  | 432人    |
| 波除三丁目 | 144事業所 | 897人    |
| 波除四丁目 | 71事業所  | 304人    |
| 波除五丁目 | 71事業所  | 880人    |
| 波除六丁目 | 39事業所  | 619人    |
| 計         | 432事業所 | 3,542人  |

## 交通

### 鉄道
- 弁天町駅
  - 西日本旅客鉄道大阪環状線
  - 大阪市高速電気軌道中央線

### 道路
- 阪神高速17号西大阪線
  - 安治川出入口
- 国道43号
- 中央大通

## 施設
- 大阪府立港高等学校
- 大阪市立波除小学校
- 港波除郵便局
- 香川銀行 弁天町支店
- 業務スーパー 弁天町店
- 波除公園
- べんてんひろば（旧：交通科学博物館跡）

## その他

### 日本郵便
- 〒552-0001[3]（集配局：大阪港郵便局[11]）